# Berwangen (Adelsgeschlecht)

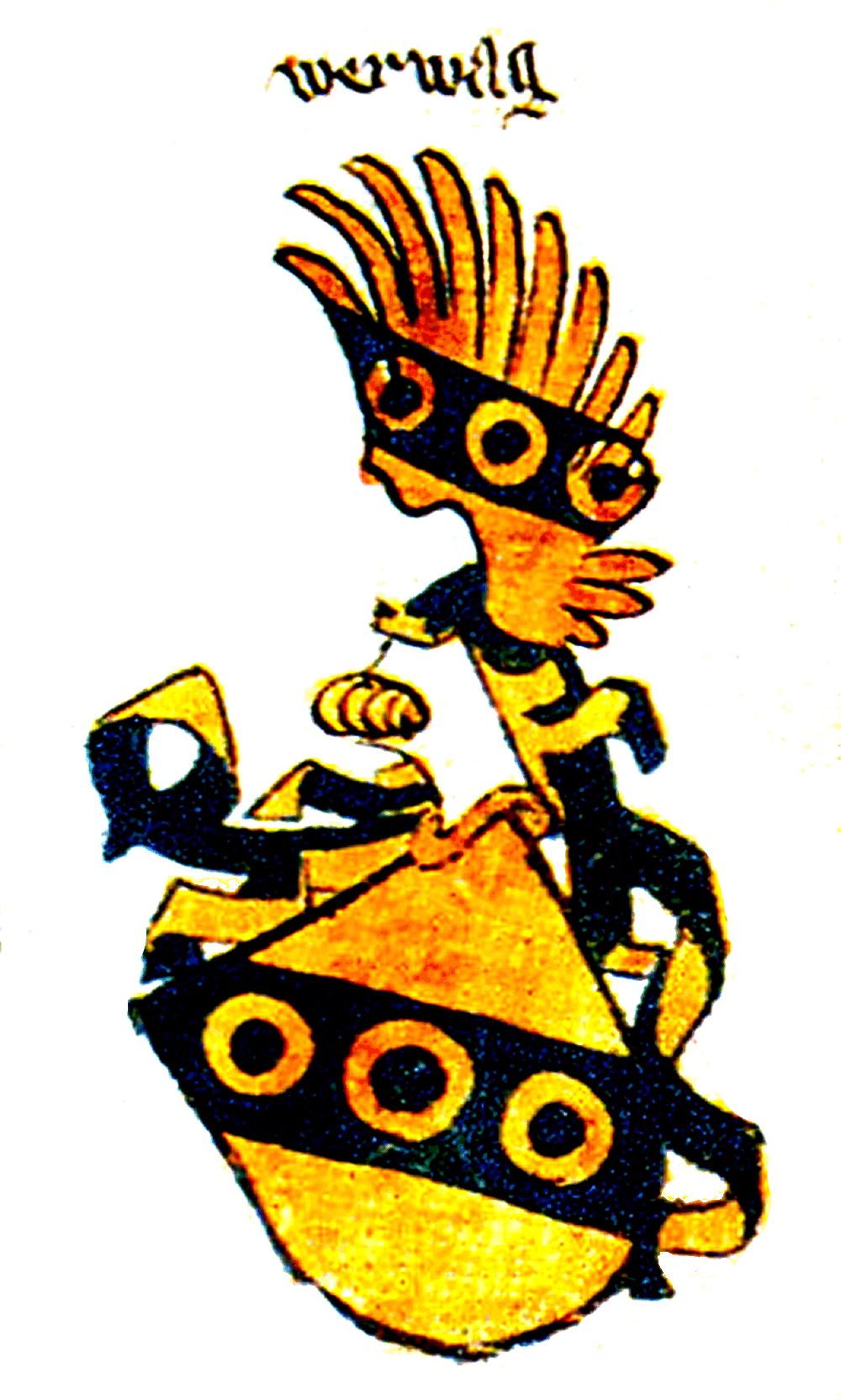
Wappen derer von Berwangen im Ingeram-Codex, um 1459, verballhornt betitelt als "Werwag" (= Berwa[n]g)

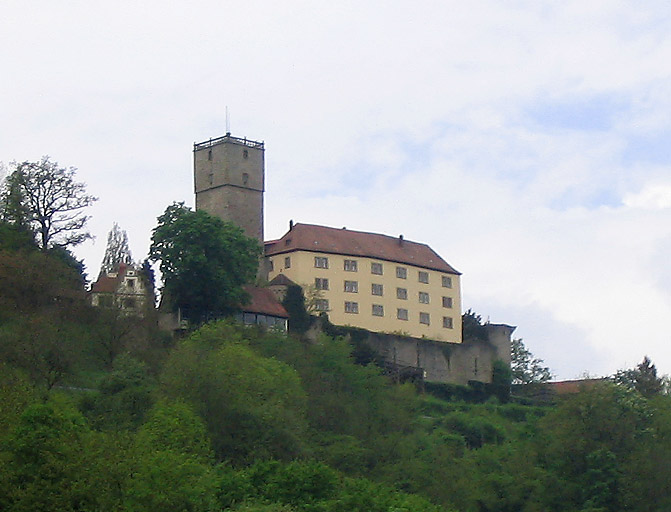
Die 1232 erstmals urkundlich erwähnte Burg Guttenberg über Neckarmühlbach, in welchem Ort das Geschlecht derer von Berwangen bereits vor 1325 Zehntanteile besaß

Die Herren von Berwangen waren ein spätmittelalterliches Adelsgeschlecht, das höchste Ämter in badischen und kurpfälzischen Diensten innehatte. Die Familie ist wohl nach ihrem Herkunftsort Berwangen (heute Ortsteil von Kirchardt im Landkreis Heilbronn im nördlichen Baden-Württemberg) benannt, wenngleich sie dort zwar Besitz, aber nie einen Herrensitz hatte.

## Geschichte
Die Herkunft der Familie und die frühen Verwandtschaftsverhältnisse liegen im Dunkeln. Aufgrund der Quellenlage, der regionalen Besitztümer und der Wappenähnlichkeit zu den Herren von Neipperg wird die Herkunft der Familie im nordbadischen Berwangen lokalisiert, wo auch die Neipperger Besitz hatten. Eine Herkunft aus anderen Orten namens Berwangen wird ausgeschlossen. Die Herren von Berwangen hatten geringen Besitz in Berwangen, aber dort keinen Herrensitz. Vielmehr scheinen sie wechselnde größere Güter an ihren jeweiligen Wirkungsorten besessen zu haben.
Die Familie wurde 1325 erstmals mit dem Armiger (Edelknecht) Werner von Berwangen erwähnt, dessen gleichnamiger Vater ebenfalls Edelknecht war. Werner veräußerte in jenem Jahr Zehntanteile in Neckarmühlbach und Zimmern an das Ritterstift Wimpfen. 1340 wurde ein Edelknecht Werner von Berwangen als Zeuge bei einem Streit um das Dorf Michelfeld im Kraichgau genannt. 1377 wurde ein Edelknecht Heinrich von Berwangen genannt, der vermutlich identisch mit dem 1378 gestorbenen Heinrich und damit Vater des 1379 erstmals erwähnten Albrecht I. von Berwangen war.
Albrecht I. war ab 1387 erster Hofmeister am badischen Hof in Baden, wechselte bis 1401 als Haushofmeister an den kurpfälzischen Hof nach Heidelberg und war ab 1403 kurpfälzischer Hofrat unter König Ruprecht III. Albrecht war es auch, der 1398 von Ruprecht III. einen Hof in Berwangen als Mannlehen erhielt, wobei es nicht klar ist, ob sich dieser Hof nicht schon vorher im Besitz der Familie befunden hatte. Albrechts Sohn Heinrich (* um 1380; † kurz nach 1451) war Hofmeister des badischen Markgrafen und von 1426 bis 1431 badischer Vogt in Pforzheim. Heinrich baute bis 1432 den bereits seinem Vater zu Lehen gegebenen Hof in Neibsheim bei Bretten zu einem Schloss aus. Er hatte mindestens drei Kinder, neben der Tochter Adelheid die Söhne Albrecht II. und Heinrich. Bei einem badischen Kriegszug gegen die Kurpfalz 1424 wird neben Albrecht II. und Heinrich noch ein Claus von Berwangen genannt, höchstwahrscheinlich ein weiterer Sohn Heinrichs des Älteren. Albrecht II. trat insbesondere militärisch in Erscheinung, neben dem Kriegszug von 1424 auch auf Seiten der Reichsstadt Heilbronn in der Fehde mit den Herren von Venningen 1438, bei der die reichsstädtischen Dörfer Böckingen und Frankenbach niedergebrannt wurden. Auch beim nachfolgenden Rachefeldzug der Heilbronner gegen die Burg Steinegg wird Albrecht II. von Berwangen erwähnt, hat aber nicht großartig zum Kampf beigetragen, sondern sich lediglich aushalten lassen. Ab 1439 war Albrecht erneut in badischen Diensten, bevor er in den 1450er Jahren wie schon sein Großvater zum kurpfälzischen Hof nach Heidelberg wechselte, wo er den Rang eines Marschalls hatte.
Mit Albrecht II. endet bereits die Blütezeit der Familie. 1476 saß auf dem Familiengut in Neibsheim ein Heinrich von Berwangen, wahrscheinlich der Sohn Albrechts II., der vom kaiserlichen Hofgericht geächtet wurde. Etwa zur gleichen Zeit erscheint mit Johann von Berwangen als Student in Basel erstmals ein Mitglied der Familie mit akademischer Bildung. Ob Johann ein weiterer Sohn Albrechts II. war, ist unbekannt. Johann stand 1480 im Dienst des Markgrafen von Baden und war 1482 Vogt von Neu-Eberstein. Ein Albrecht von Berwangen kam 1513 in einer Auseinandersetzung mit Philipp III. von Hanau-Lichtenberg zu Tode. Ein anderer Albrecht von Berwangen war 1497 Schultheiß in Gengenbach, er oder ein Namensvetter wurde 1522 Bürger in Straßburg. Danach verlieren sich die Spuren der Familie.

## Wappen
Das Wappen der Herren von Berwangen zeigt in Gold einen blauen Schrägbalken, belegt mit drei goldenen (oder silbernen) Ringen. Auf dem Helm mit blau-goldenen Decken ein Adlerflügel (oder geschlossener Flug), belegt mit dem Schildbild. Das Wappen steht im Zusammenhang mit dem Wappen der Herren von Neipperg, das ebenfalls drei Ringe zeigt. Die Gemeinde Berwangen hat nach 1900 das Wappen der Herren von Berwangen übernommen.